# A Dama do Velho Chico
A Dama do Velho Chico é um romance do escritor brasileiro Carlos Barbosa. Sua primeira edição se deu no ano de 2002 pela Bom Texto, e recentemente, foi selecionado pelo Programa Nacional de Bibliotecas Escolares 2009, do MEC, com uma tiragem de 11 mil exemplares. A literatura de "A dama do Velho Chico" traz muitos traços do regionalismo.

## Tema

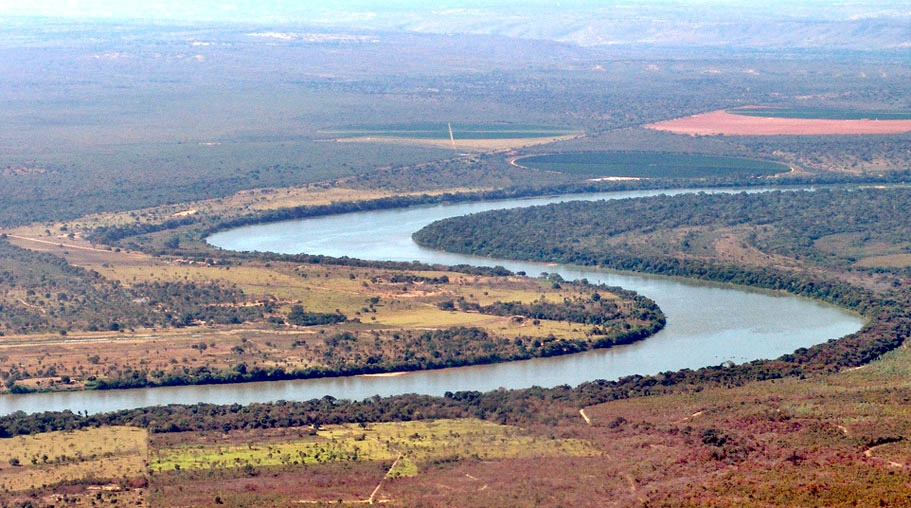
Rio São Fancisco ou o Velho Chico é um dos principais elementos do cenário da história.

O livro trata de paixão e incesto, Daura uma jovem de quinze anos, desperta em três homens – o próprio irmão Missinho, o tio Vilino e um vaqueiro chamado Agenor.